# Kuru (bolest)
Kuru (smrtni smijeh) bolest zabilježena je prvi put 1957. godine. Bolest je zahvaćala stanovnike Visoke Papue (Nova Gvineja). Simptomi bolesti bili su gubitak koordinacije pokreta i, kasnije, gubitak pamćenja. Uzročnici kuru bolesti su prioni a zaraza se širila jedenjem posmrtnih ostataka (točnije mozga) zaraženih - ritualnim kanibalizmom. Nestala je kada su kanibalistički rituali na tom području zabranjeni.